# جائزة نيوزيلندا الكبرى 2014
جائزة نيوزيلندا الكبرى 2014 هو سباق فورمولا 1 أقيم بتاريخ 9 فبراير 2014 في نيوزيلندا.